# Éteignez vos portables

Éteignez vos portables est une émission de télévision diffusée sur France 2 durant la saison 2008-2009, qui consistait à diffuser une pièce de théâtre,.
Elle était programmée le vendredi en deuxième partie de soirée, en alternance avec Café littéraire et Taratata.

## Liste des pièces diffusées
- 12 septembre : Amitiés sincères, théâtre Édouard VII (2006)
- 26 septembre : Si c'était à refaire
- 30 janvier : Batailles, théâtre du Rond-Point
- 27 février : Good Canary, théâtre Comédia
- 27 mars : L'Affaire de la rue de Lourcine
- 10 avril : 4 pièces de Sacha Guitry (Un type dans le genre de Napoléon, Une lettre bien tapée, La Paire de gifles et L'École du mensonge), théâtre Édouard VII (3 et 4 janvier 2008)
- 15 mai : Les Chaussettes, opus 124, théâtre des Mathurins (2009)
- 19 juin : Les Héritiers,  théâtre Rive Gauche